# Малкольм, Кристиан
Кристиан Шон Малкольм (англ. Christian Sean Malcolm; род. 3 июня 1979, Кардифф) — британский валлийский легкоатлет, специалист по бегу на короткие дистанции. Выступал на профессиональном уровне в 1995—2014 годах, чемпион Игр доброй воли, обладатель двух бронзовых медалей чемпионатов мира, серебряный призёр чемпионата мира в помещении, серебряный призёр чемпионата Европы, победитель чемпионата Европы в помещении, серебряный и бронзовый призёр Игр Содружества, многократный чемпион Великобритании в спринтерских дисциплинах, участник четырёх летних Олимпийских игр.

## Биография
Кристиан Малкольм родился 3 июня 1979 года в Кардиффе, Уэльс, в семье с ямайскими корнями. Детство провёл в Ньюпорте, в молодости имел определённые успехи в футболе, в частности в качестве нападающего приглашался на просмотр в такие известные английские клубы как «Ноттингем Форест» и «Куинз Парк Рейнджерс», однако в конечном счёте сделал выбор в пользу лёгкой атлетики, посчитав этот вид спорта «более дружелюбным».
Дебютировал на крупных международных соревнованиях в сезоне 1996 года, когда вошёл в состав британской сборной и выступил на юниорском мировом первенстве в Сиднее — дошёл до полуфинала в беге на 200 метров, стал седьмым в эстафете 4×100 метров.
В 1997 году на юниорском европейском первенстве в Любляне трижды поднимался на пьедестал почёта: получил серебро на дистанции 100 метров, одержал победу на дистанции 200 метров и в эстафете 4×100 метров.
На юниорском мировом первенстве 1998 года в Анси выиграл 100 и 200 метров, тогда как в эстафете 4×100 метров британская команда была дисквалифицирована. На Играх Содружества в Куала-Лумпуре остановился в полуфинале 100-метровой дисциплины, выиграл серебряную медаль в 200-метровой дисциплине, стал четвёртым в эстафете 4×100 метров.
В 1999 году на молодёжном европейском первенстве в Гётеборге взял бронзу в беге на 100 метров, получил серебро в беге на 200 метров, завоевал золото в эстафете 4×100 метров.
В 2000 году в дисциплине 200 метров отметился победой на чемпионате Европы в помещении в Генте, установив при этом свой личный рекорд — 20,54, был лучшим на Кубке Европы в Гейтсхеде. Благодаря череде успешных выступлений удостоился права защищать честь страны на летних Олимпийских играх в Сиднее — в финале 200 метров показал время 20,23, расположившись в итоговом протоколе соревнований на пятой строке.
В 2001 году в 200-метровом беге стал серебряным призёром на чемпионате мира в помещении в Лиссабоне, в эстафете 4×100 метров показал второй результат на Кубке Европы в Бремене. На чемпионате мира в Эдмонтоне финишировал шестым в дисциплине 100 метров и пятым в дисциплине 200 метров. В обоих случаях установил свои личные рекорды на открытом стадионе — 10,11 и 20,08 соответственно. Среди прочего, принимал участие в Играх доброй воли в Брисбене, где стал пятым в беге на 200 метров и вместе с соотечественниками выиграл эстафету 4×100 метров.
В 2002 году завоевал серебряную награду в беге на 200 метров на чемпионате Европы в помещении в Вене, занял восьмое место на Играх Содружества в Манчестере, четвёртое место на чемпионате Европы в Мюнхене, стал шестым в эстафете 4×100 метров на Кубке мира в Мадриде.
На Кубке Европы 2003 года во Флоренции показал второй результат в дисциплине 200 метров и третий результат в эстафете 4×100 метров. Стартовал в тех же дисциплинах на чемпионате мира в Париже.
На Кубке Европы 2004 года в Быдгоще победил в беге на 200 метров и эстафете 4×100 метров. На Олимпийских играх в Афинах остановился на стадии полуфиналов.
В 2005 году на Кубке Европы во Флоренции вновь был лучшим в беге на 200 метров и эстафете 4×100 метров. На чемпионате мира в Хельсинки стал бронзовым призёром эстафеты 4×100 метров.
На Кубке Европы 2006 года в Малаге в третий раз подряд выиграл забег на 200 метров. Кроме того, одержал победу в зачёте 100 метров на Мемориале братьев Знаменских в Жуковском, выступил на Играх Содружества в Мельбурне.
В 2007 году в эстафете 4×100 метров завоевал бронзовую награду на чемпионате мира в Осаке.
В 2008 году в эстафете 4×100 метров победил на Кубке Европы в Анси, на дистанции 200 метров финишировал пятым на Олимпийских играх в Пекине.
В 2010 году добавил в послужной список серебряную и бронзовую награды, выигранные в дисциплине 200 метров на чемпионате Европы в Барселоне и на Играх Содружества в Дели соответственно, тогда как на Континентальном кубке IAAF в Сплите пришёл к финишу четвёртым.
В 2011 году выиграл эстафету 4×100 метров на командном чемпионате Европы в Стокгольме, стартовал на чемпионате мира в Тэгу: в беге на 200 метров и эстафете 4×100 метров.
В 2012 году бежал эстафету 4×100 метров на чемпионате Европы в Хельсинки. На домашних Олимпийских играх в Лондоне в дисциплине 200 метров дошёл до полуфинала, в то время как в эстафете 4×100 метров британская команда получила дисквалификацию.
Завершил спортивную карьеру по окончании сезона 2014 года.